# Metis (mythologie)

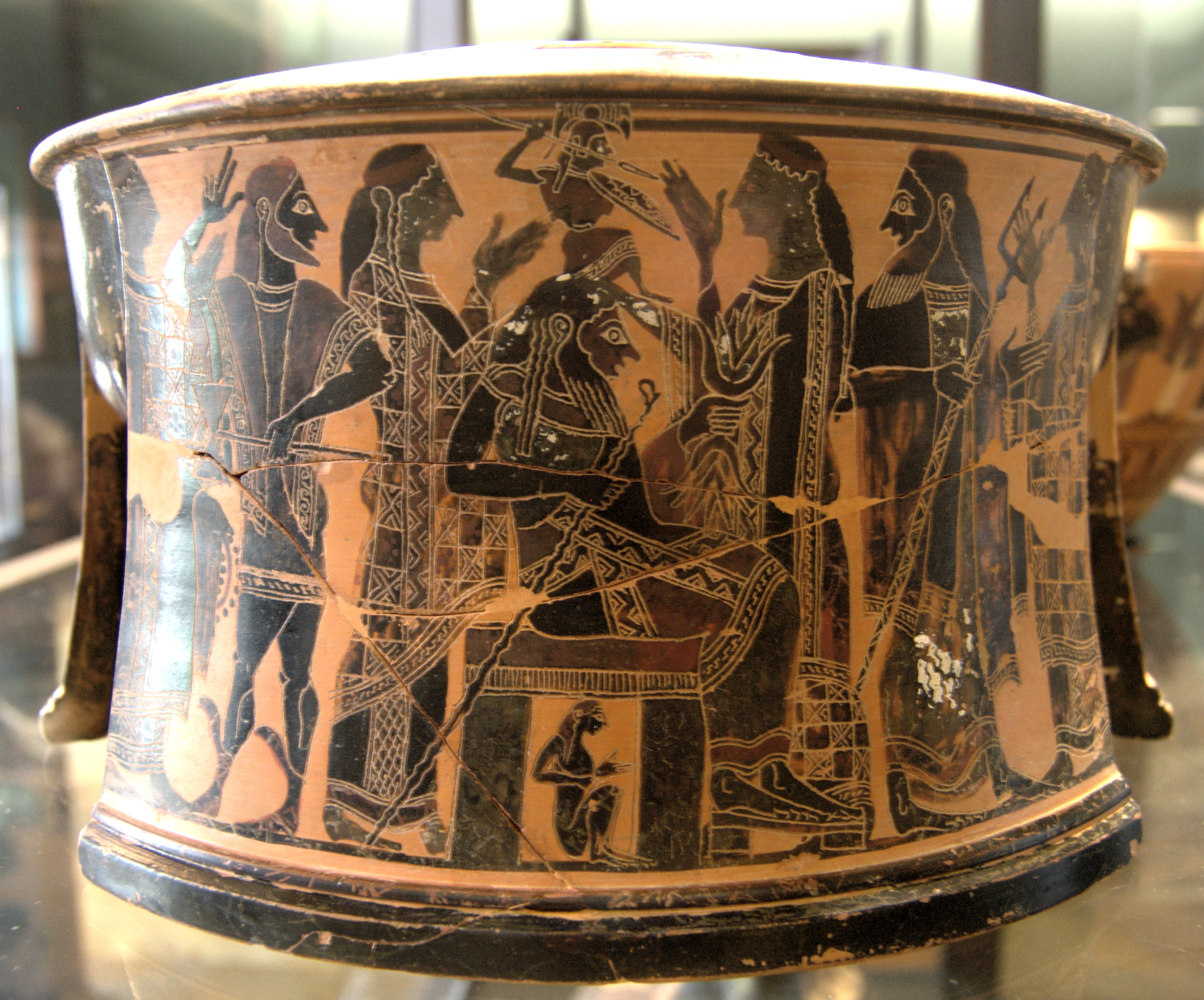
De geboorte van Athena uit het hoofd van Zeus op zwartfigurig aardewerk. Onder de troon van Zeus is Metis zichtbaar.

Metis (Μῆτις) is in de Griekse mythologie de oceanide van de "wijsheid" of "schranderheid".
Zij was een dochter van Okeanos en Tethys. Zij gaf Kronos een braakmiddel en dwong hem daardoor, zijn ingeslikte kinderen weer terug te geven.
Zij werd de eerste vrouw van Zeus. Daar hem echter (door Metis zelf of door Ouranos en Gaia) was voorspeld, dat zij eerst een dochter en dan een zoon zou baren, voor wie de heerschappij was bestemd, verslond hij haar, waarna hij uit zijn hoofd Athena voortbracht.
Nu heeft Zeus niets meer van Metis te vrezen. In zijn binnenste opgenomen, verkondigt zij hem wat goed en kwaad is.